# Julian Derstroff
Julian-Maurice Derstroff (* 5. Januar 1992 in Zweibrücken) ist ein deutscher Fußballspieler. Der Offensivspieler steht bei der zweiten Mannschaft von Mainz 05 unter Vertrag.

## Karriere

### Vereine
Derstroff begann mit dem Fußballspielen beim SV Ixheim. Seit 2002 spielte er beim 1. FC Kaiserslautern. 2011 wurde er Deutscher U19-Vizemeister mit der A-Jugend des Vereins. Ab der Saison 2011/12 gehörte er dem Bundesligakader des 1. FC Kaiserslautern an. Nachdem er in der Hinrunde aufgrund einer Fußoperation ausgefallen war, hatte er unter Trainer Marco Kurz seinen ersten Einsatz in der Profimannschaft am 21. Spieltag der Saison 2011/12 im Spiel gegen den FC Bayern München, als er in der 64. Minute für Konstantinos Fortounis eingewechselt wurde.
Zur Saison 2013/14 wechselte Derstroff zur U23 von Borussia Dortmund. Er debütierte im Spiel gegen die zweite Mannschaft des VfB Stuttgart. Am dritten Spieltag erzielte er im Spiel gegen die SpVgg Unterhaching seine ersten beiden Treffer im Trikot des BVB.
In der Sommerpause 2015 wechselte Derstroff zur zweiten Mannschaft des 1. FSV Mainz 05. In 35 Spielen in der 3. Liga erzielte er zwölf Treffer und war damit bester Torschütze seiner Mannschaft. Zur Saison 2016/17 wechselte er gemeinsam mit seinem Mainzer Teamkollegen Lucas Höler zum Zweitligisten SV Sandhausen.
Zur Zweitligasaison 2018/19 schloss er sich Jahn Regensburg an. Dort konnte sich der Offensivspieler nicht durchsetzen und kam auf vier Kurzeinsätze in der 2. Liga sowie einen Startelfeinsatz im DFB-Pokal, in welchem er den einzigen Treffer für seine Mannschaft erzielen konnte. Auch zwischen 2019 und 2020 reichte es nur für wenige Spielminuten. Im Sturm hatte Derstroff Kapitän Marco Grüttner und den Neuzugang Andreas Albers vor sich, auf den Flügeln Sebastian Stolze und Jann George. Nach Ablauf seines Vertrages verließ der Pfälzer Regensburg.
Rund einen Monat später erhielt Derstroff einen Zweijahresvertrag beim Drittligisten Hallescher FC, der offensive Leistungsträger hatte abgeben müssen.
Nach Vertragsende war er zunächst vereinslos und trainierte bei der U-23 von Mainz 05 mit. Am 7. Oktober 2022 wurde er schließlich erneut für die Regionalligamannschaft unter Vertrag genommen.

### Nationalmannschaft
Am 9. September 2012 wurde Destroff für das Länderspiel in Großaspach gegen Polen von Frank Wormuth für die U20-Nationalmannschaft nominiert. Beim 2:2 im Freundschaftsspiel debütierte er von Beginn an und bereitete in der zweiten Minute das 1:0 durch Shawn Parker vor. In der 60. Minute wurde er für Niclas Füllkrug ausgewechselt. Seinen zweiten Einsatz für die U20 hatte er am 10. Oktober 2012, als er beim deutschen 4:1-Sieg in Aachen gegen Italien zur Halbzeit für Christopher Buchtmann eingewechselt wurde. Sein erstes Tor erzielte er in seinem fünften Einsatz, einem 3:2-Auswärtssieg gegen die Schweiz.